# Anisodes decussata
Anisodes decussata là một loài bướm đêm trong họ Geometridae.